# Пінеджем II
Пінеджем II (11 століття до н. е.  — 969 до н. е. ) — давньоєгипетський політичний діяч, верховний жрець Амона у Фівах та фактичний володар Верхнього Єгипту в 990—969 роках до н. е.

## Життєпис
Походив з роду Герігора. Син Менхеперра, верховного жерця Амона в Фівах і фактичного володаря Верхнього Єгипту, та Ісетемхеб III, доньки фараона Псусеннеса I. Стосовно дати народження немає відомостей.
Після смерті свого старшого брата Смендеса II, успадкував посаду Верховного жерця Амона у Фівах та владу над Верхнім Єгиптом. Він продовжував політику попередників, підтримуючи гарні стосунки з фараонами Нижнього Єгипту в Танісі, не здійснюючи активної зовнішньої політики. Був сучасником нижньоєгипетських фараонів Аменемопета, Осоркона і Сіамона.
При ньому особливу роль зіграла його друга дружина Несіхонсу, яка, очевидно, займала низку привілейованих посад, які обіймали чоловіки, зокрема титули голови південних чужоземних країн і царського сина Куша (остання була суто номінальна, оскільки правителі Верхнього Єгипту ще з Пінеджема I не володіли Кушем.
Помер у 969 році до н. е. Після смерті Пінеджема II його мумія разом з останками його дружин і, принаймні, однієї дочки, Несітанебеташру, була похована в гробниці DB-320, що розташовується в Дейр ель-Бахрі над заупокійним храмом цариці Хатшепсут. Згодом, при фараоні Шешонка I, це місце було перетворено в сховок для мумій єгипетських фараонів Яхмоса I, Аменхотепа I, Тутмоса I, Тутмоса II, Тутмоса III, Рамсеса I, Мережі I, Рамсеса II і Рамсеса IX, які були тут перепоховані з метою захисту їх від грабіжників гробниць, де вони і зберігалися до 1881 року, де їх і виявили сучасні єгиптологи на чолі з Емілем Бругша.

## Родина
1. Дружина — Ісетемхеб Д, донька Менхеперра та рідна сестра Пінеджема II
Діти:
- Псусеннес, фараон XXI династії
- Харвебен, співачка Амона
- Хенуттауї IV, верховна жриця Амона

2. Дружина — Несіхонсу, донька Смендеса II
Діти:
- Танефер
- Масагарта
- Ітауї
- Несітанебеташру.
- Псусеннес III, верховний жрець Амона у 969—944 роках до н. е.